# Konkordat wschowski 1737
Konkordat wschowski 1737 – traktat zawarty ze Stolicą Apostolską we Wschowie w 1737 roku, dotyczący polskich opactw. 
Rokowania zwieńczone podpisaniem konkordatu, prowadził nuncjusz Camillo Paolucci.
Mocą tego porozumienia Stolica Apostolska przyznała królom Polski prawo mianowania 13 opatów komendatoryjnych dla następujących klasztorów:
- benedyktyńskich w Tyńcu, Lubiniu, Płocku,
- cysterskich w Wąchocku, Mogile, Sulejowie, Wągrowcu, Jędrzejowie, Paradyżu,
- kanoników regularnych w Czerwińsku i Trzemesznie,
- norbertanów w Hebdowie,
- bożogrobców w Miechowie.

Opaci komendatoryjni mieli pobierać przeważnie dwie trzecie dochodów, opaci klasztorni, których wybierali sami zakonnicy, pozostałą część. 